# MO-S 18 V oboře
MO-S 18, zvaný V oboře nebo Obora, je vojenský pěchotní srub. Je součástí muzea čs. opevnění v Darkovičkách (Areál československého opevnění Hlučín-Darkovičky). Nachází se nedaleko pěchotního srubu MO-S-19 Alej a poblíž česko-polské státní hranice na katastru obce Šilheřovice v okrese Opava v Opavské pahorkatině v Moravskoslezském kraji. Přístupný je pouze příležitostně.

## Další informace
MO-S 18 byl vystavěn firmou Václav Nekvasil z Prahy v letech 1936 až 1938 jako součást ŽSV II. Hlučín. Patří mezi typy těžkých jednostranných srubů vybavených ocelovým zvonem. Původní ocelový zvon byl v roce 1939 německými vojáky vytržen, avšak střílny srubu jsou původní, což je určitá vzácnost, protože většinou sruby postihlo rabování za účelem prodeje do sběru. Nový zvon byl na objektu znovu vybudován v r. 1991, v rámci zřizení místního muzea čs. opevnění. V roce 1938 působil ve srubu Jaroslav Švarc, který se v roce 1942 zúčastnil odbojové skupiny, která provedla atentát na říšského zastupujícího protektora Reinharda Heydricha. Tuto událost připomíná pamětní deska ve srubu.
Objekt je památkově chráněn a nachází se na trase naučné stezky Areál opevnění Darkovičky.

## Galerie

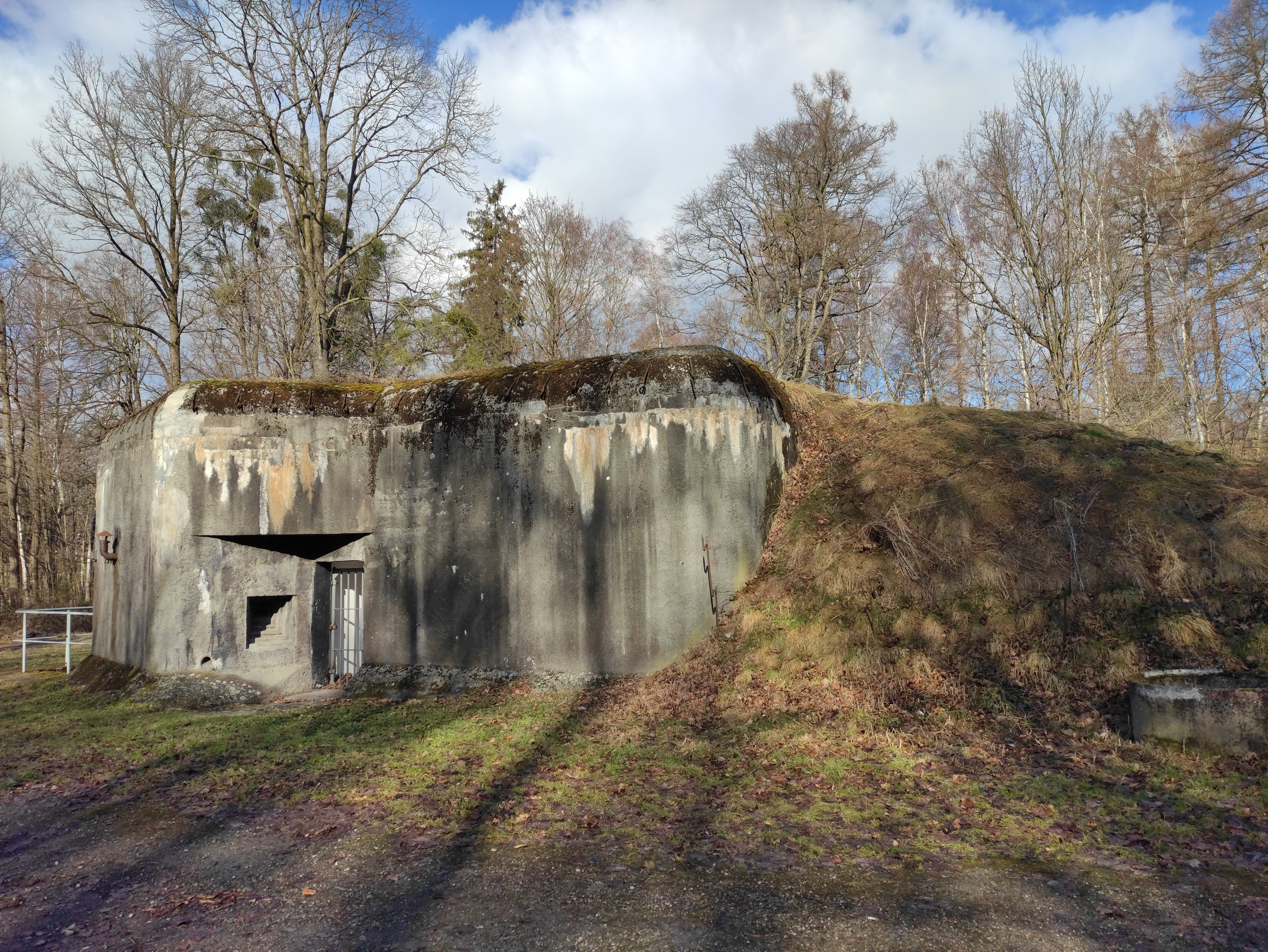
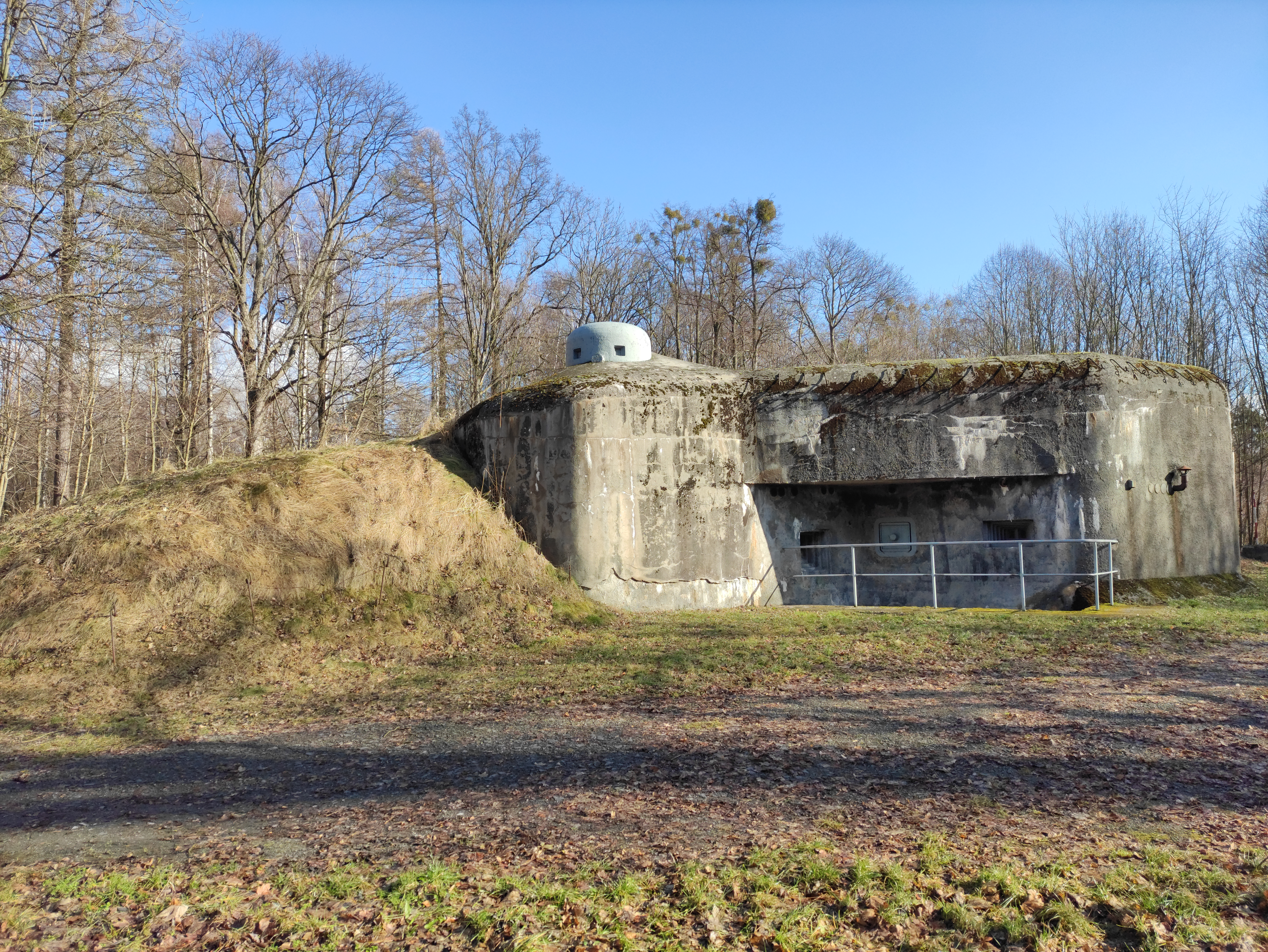
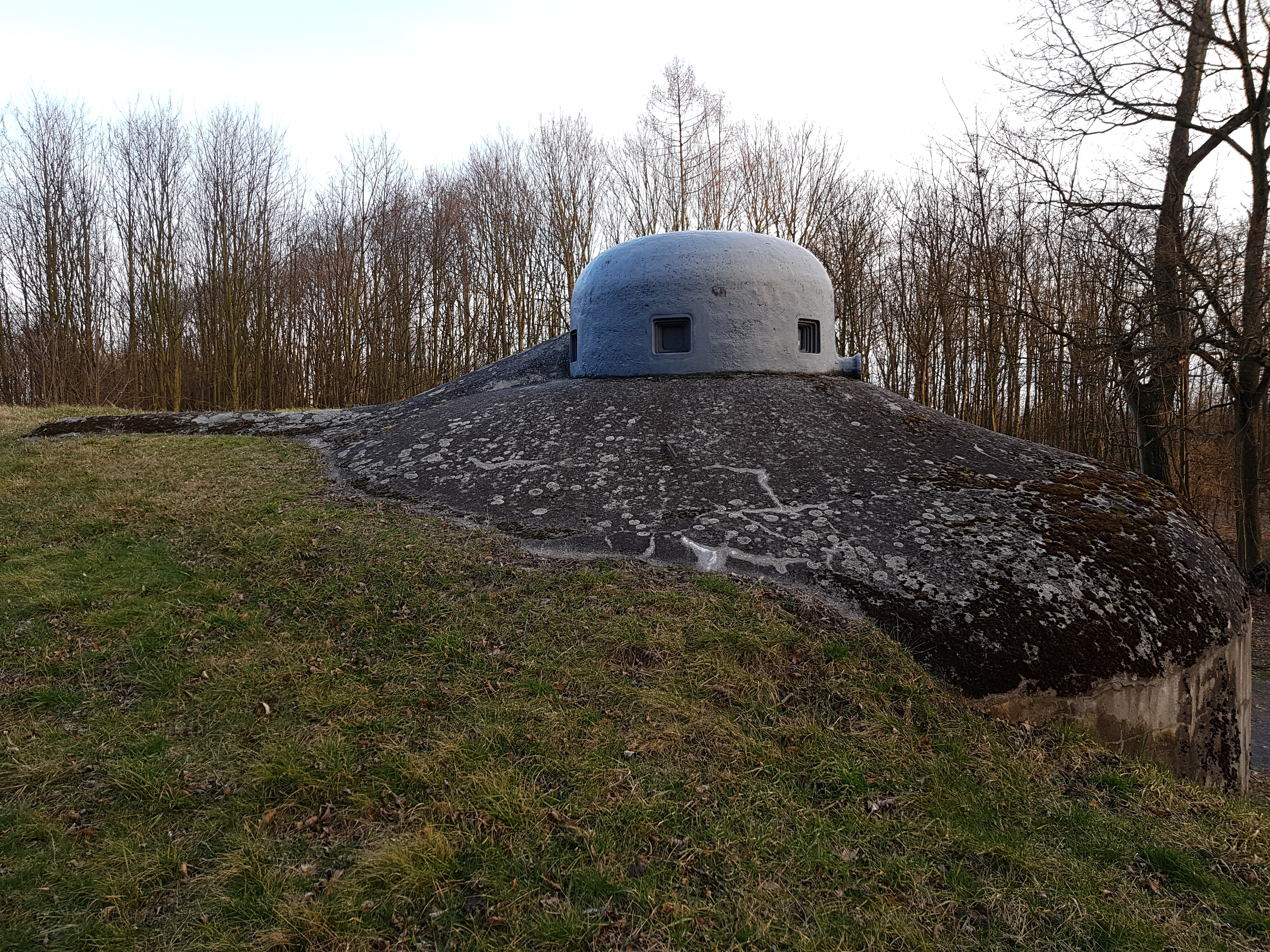
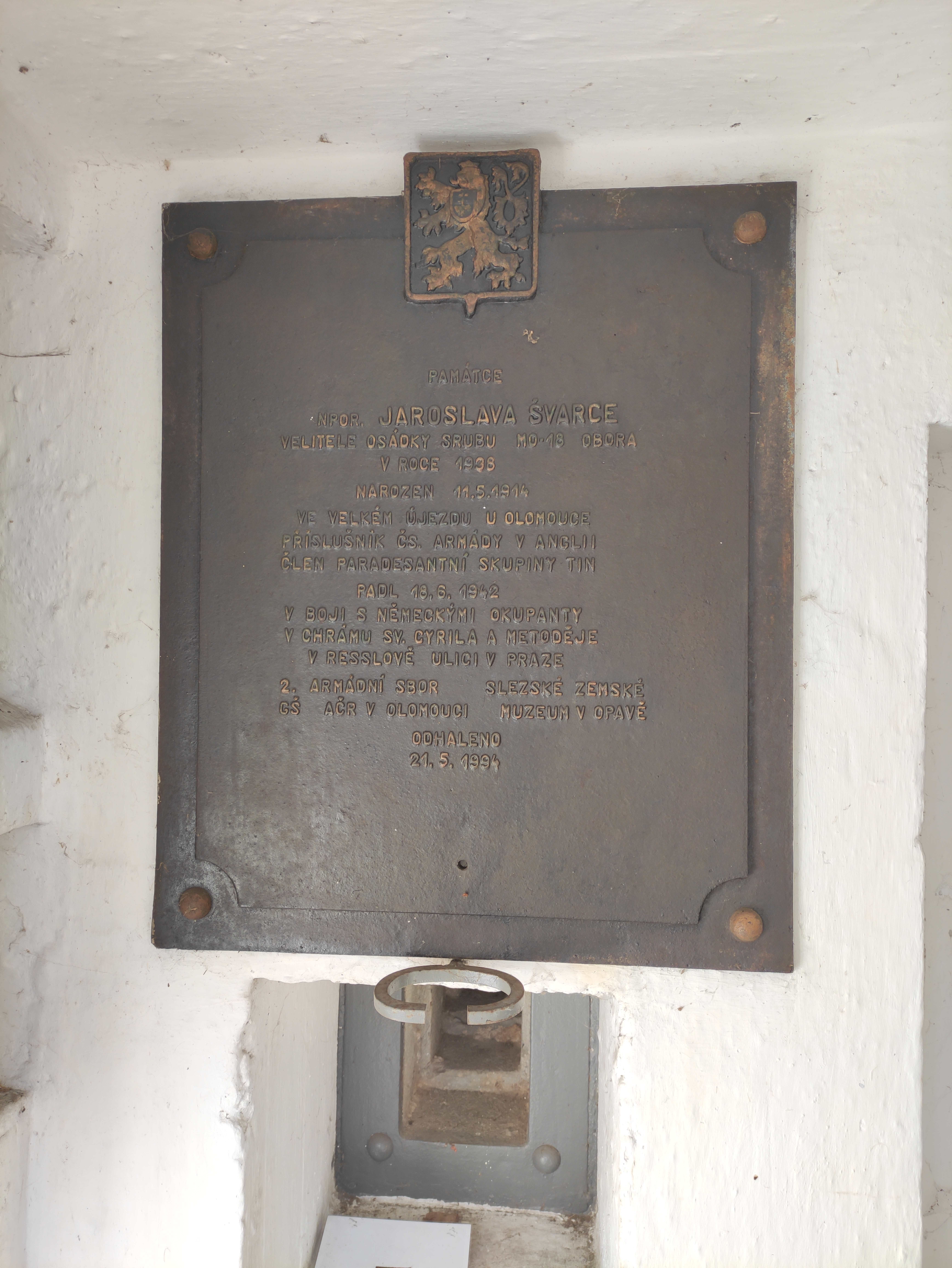